# Метаонтологія П. ван Інвагена
Метаонтологія П. ван Інвагена — неокуайнівська метаонтологічна теорія Пітера ван Інвагена.

## Основні положення
1. Буття не є діяльністю.
2. Буття – це те саме, що й існування.
3. Буття унівокальне (однозначне).
Це розуміється Інвагеном як семантична теза, яка стверджує, що слова, що позначають буття/існування, означає те саме, незалежно від того, які об'єкти вони описують.
4. Єдиний сенс буття чи існування може бути адекватно схоплений за допомогою квантора існування формальної логіки.
5. Найкращим способом відповіді на онтологічне питання «Що є?» є запропонований Куайном спосіб, пов'язаний із пошуком онтологічних зобов'язань.
Але «Проблема цього (представленим значним числом філософів) уявлення "Куайнівського критерію онтологічного зобов'язання" в тому, що воно передбачає, що є добре визначені об'єкти, звані теоріями, і що кожна з них має унікальний переклад на мову кванторів та змінних або у “канонічну нотацію квантифікації”».
Навіть якщо нам вдасться виділити і точно сформулювати якусь теорію, знайти її єдиний переклад у канонічну нотацію буде неможливо з двох причин. По-перше, ми ніколи не можемо сказати, що пропозиція написана мовою кванторів і змінних, з тією самою визначеністю, з якою ми говоримо, що воно французькою або німецькою. Мова кванторів і змінних може бути у реченні більшою чи меншою мірою. По-друге, може існувати кілька альтернативних і рівноправних способів перекласти одну і ту ж пропозицію на цю мова. Можна зупинитись і не вводити квантори та змінні там, де це може призвести до небажаних наслідків.
Інваген переконаний, що при правильному застосуванні стратегії зробити це буде непросто з трьох причин:
1. У простих випадках, коли особливо творчого підходу до перекладу не потрібно, відмова прийняти очевидну пропозицію щодо введення кванторів та змінних може межувати з безглуздям. Адже квантор існування ∃ є по суті скороченим написанням «є» («there are»), так само як + є скороченим написанням «плюс».
2. У більш складних випадках відмова йти далі шляхом введення кванторів та змінних може залишити без видимої логічної зв'язки ті предикати повсякденної мови, які інтуїтивно здаються пов'язаними.
3. Також відмова йти далі шляхом введення кванторів та змінних може залишити непоясненою валідність деяких висновків, які інтуїтивно здаються пов'язаними.

## Онтологія
Онтологія – це галузь філософії, завдання якої полягає у добуванні філософськи цікавих екзистенційних положень з переконань нефілософів і з переконань, які філософи приносять із собою у філософію.
Якщо дотримуватися даної методології, то нам доведеться, як визнає сам Інваген, відкинути вельми популярний та поширений онтологічний (і взагалі філософський) метод – метод метафізичного пояснення. При його використанні ми (1) знаходимо деяку характеристику, особливість навколишнього світу; (2) повідомляємо, що вона потребує метафізичного пояснення; (3) якщо це пояснення вимагає існування будь-яких сутностей, то ми проголошуємо їхнє існування.
Інваген вважає, що тільки наукові чи життєві пояснення мають сенс, а метафізичні безглузді.